# Zaun-Wicke
Die Zaun-Wicke (Vicia sepium) ist eine Pflanzenart aus der Gattung Wicken (Vicia) in der Unterfamilie der Schmetterlingsblütler (Faboideae) innerhalb der Familie der Hülsenfrüchtler (Fabaceae). Die Zaun-Wicke wird als eiweißreiche Futterpflanze verwendet.

## Beschreibung

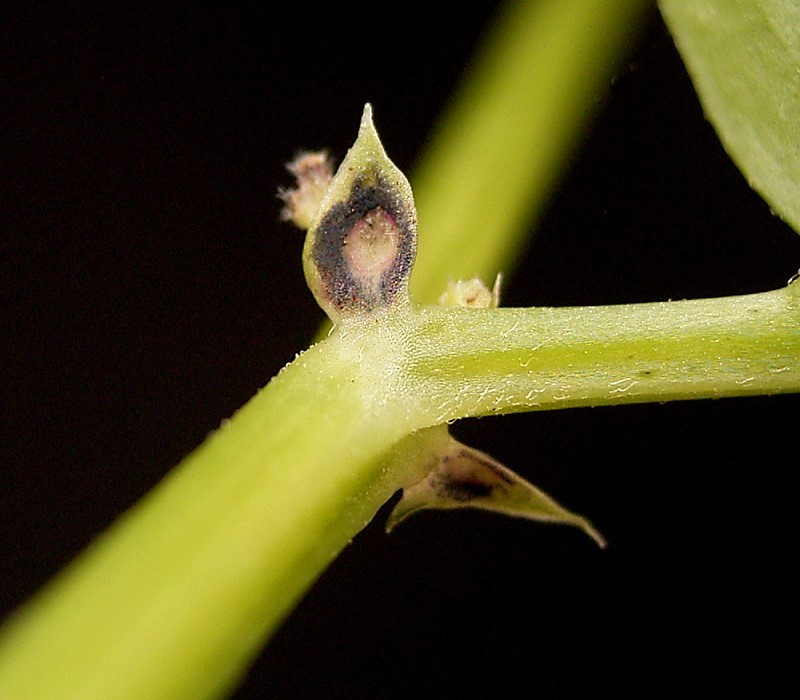
Extraflorale Nektarien unter den Nebenblättern

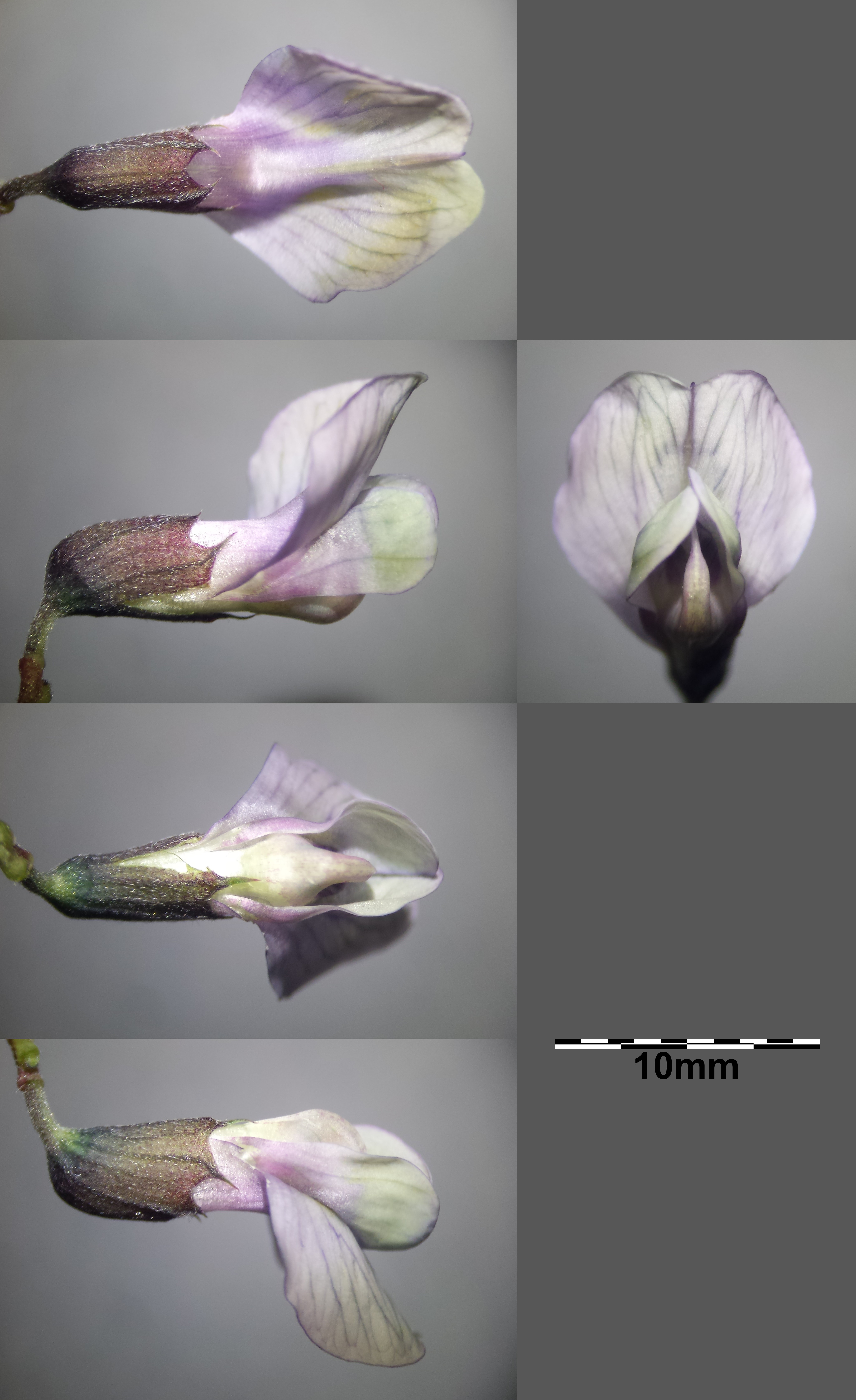
Blüte

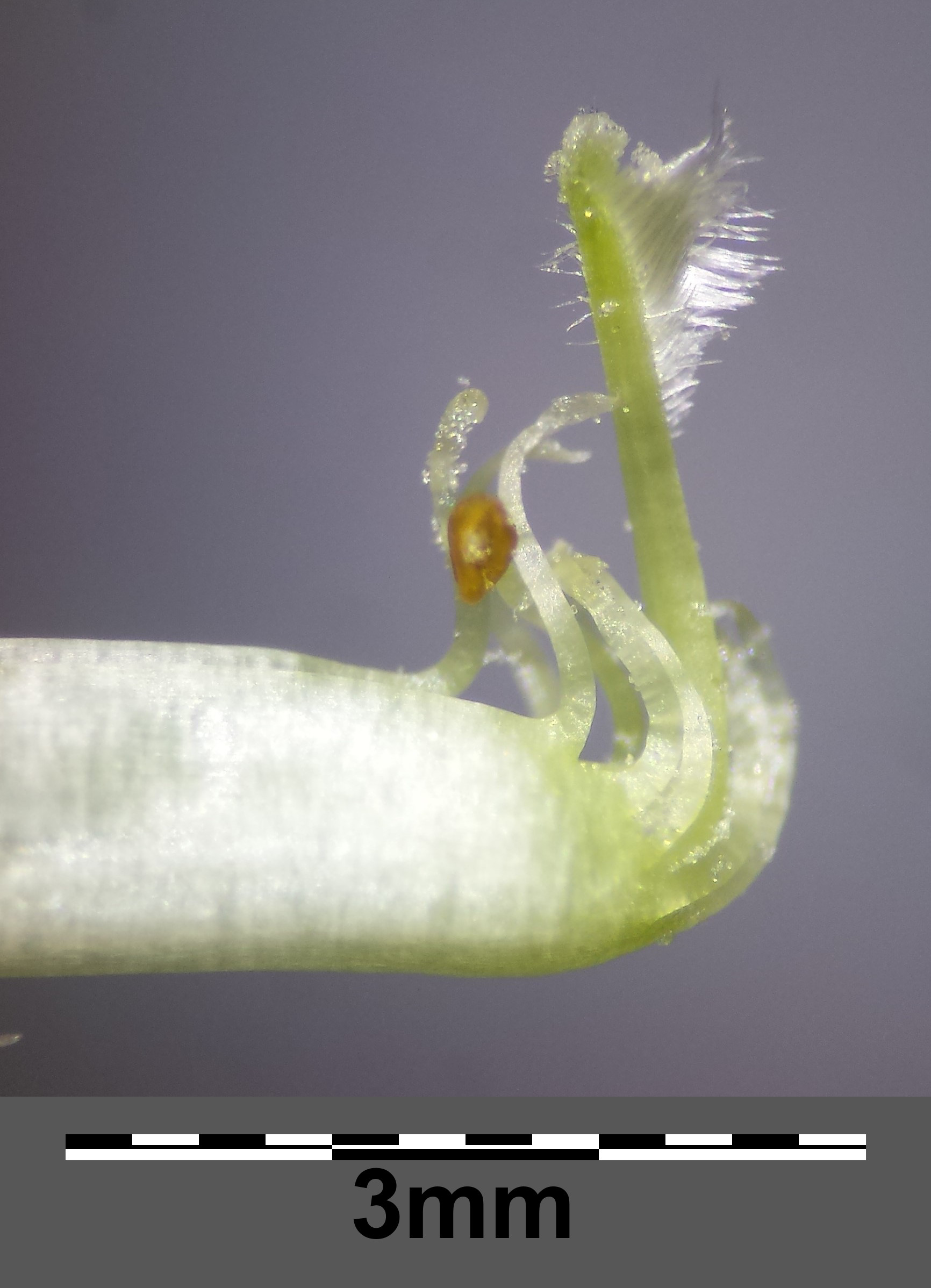
Vorne schief angeschnittene Staubfädenrinne und Griffel

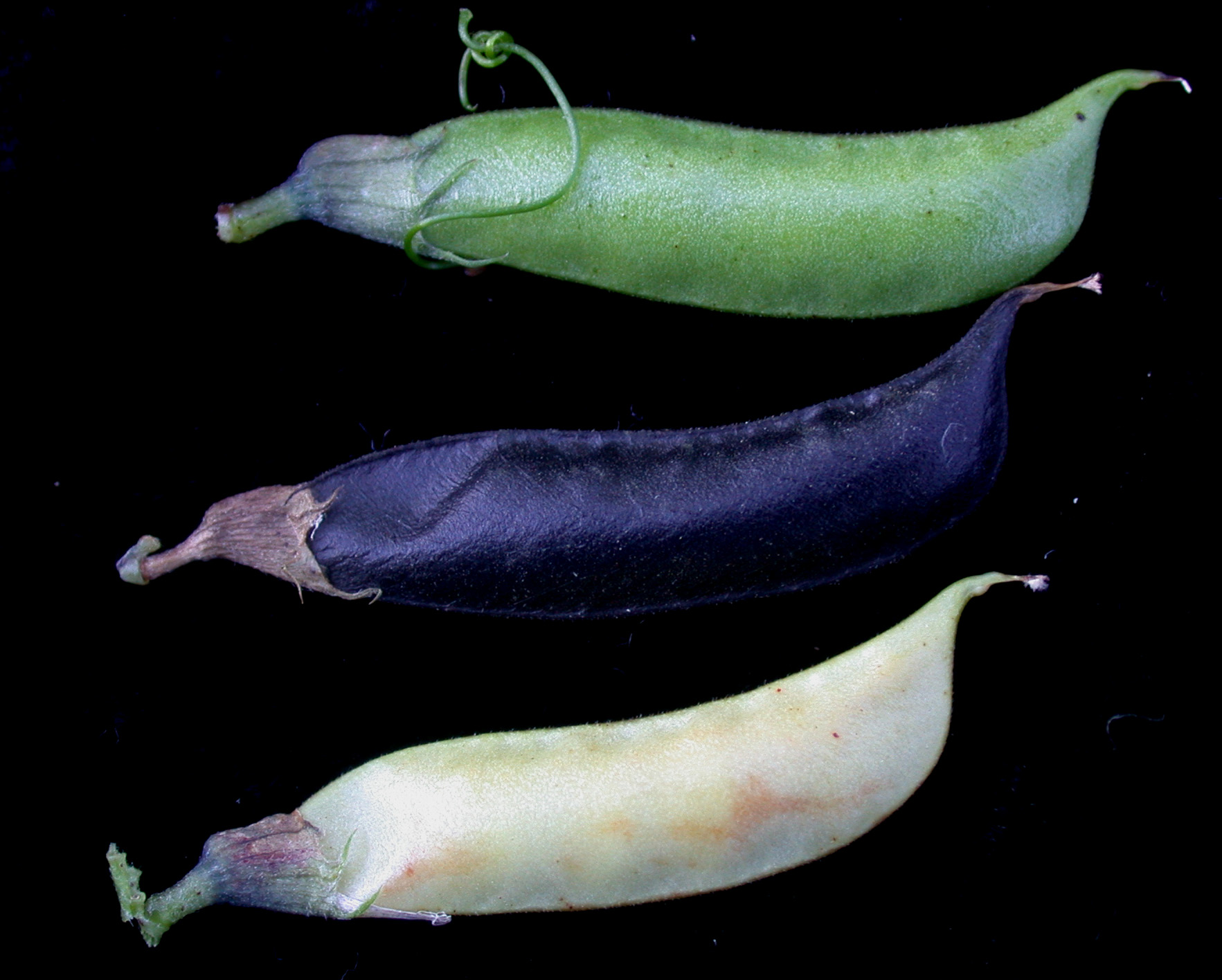
Hülsenfrüchte

### Erscheinungsbild und Blatt
Die Zaun-Wicke ist eine ausdauernde krautige Pflanze. Sie besitzt eine ästige, lange, dünne, meistens rötliche Bodenausläufer treibende Grundachse. Der Stängel ist meistens aufrecht und mehr oder weniger kletternd und bei einer Länge von 30 bis 50 Zentimetern einfach oder nur am Grund etwas verzweigt, kantig, weich, frisch-grün, meistens kahl, seltener wie auch die Laubblätter kurz und weich behaart.
Die Laubblätter sind 5 bis 10 Zentimeter lang, alle mit Ausnahme der untersten besitzen meistens schwach verzweigte Ranken und vier bis acht Paar fast sitzende Fiederblättchen. Die Fiederblättchen sind mehr oder weniger breit-elliptisch bis eiförmig oder fast kreisrund, 7 bis 26 mm lang und 6 bis 12 mm breit, an beiden Enden abgerundet oder vorn leicht ausgerandet und kurz bespitzt. Meistens sind sie nur am Rand und unterseits kurz und weich behaart. Sie besitzen 8 bis 13 Paar deutliche, gerade, in einem Winkel von etwa 45 Grad abgehende Seitennerven.
Die Nebenblätter sind viel kleiner als die Fiederblättchen, eiförmig bis halbpfeilförmig, mehr oder weniger gezähnt und unterseits mit je einem konkaven, purpur-braunen Fleck (Nektarium) versehen.

### Blütenstand und Blüte
Die Blütezeit liegt in den Monaten Mai und Juni, teilweise auch bis in den August hinein. Die Blüten sitzen in sehr kurzen, meistens zwei- bis vierblütigen blattachselständigen, etwas eingerollten, traubigen Blütenständen.
Die zygomorphen Blüten sind 12 bis 15 mm lang. Der Kelch ist kurzröhrig und mehr oder weniger behaart. Die unteren Zähne sind pfriemlich und länger als die kurz-dreieckigen oberen, aber meistens kürzer als die Röhre. Die kahlen Kronblätter sind meistens rotviolett bis trüb-blau, selten gelblich- oder rein-weiß. Die Fahne ist verkehrt-eiförmig bis schwach ausgerandet, rotviolett gestreift und länger als die Flügel. Die Flügel sind viel länger als das vorn dunkelviolette Schiffchen.

### Frucht und Samen
Die abstehenden oder nickenden Hülsenfrüchte sind bei einer Länge von 2 bis 3,5 Zentimetern sowie einer Breite von 5 bis 8 Millimetern breit-länglich bis breit-linealisch, wenig abgeflacht, jung kurz behaart, reif kahl und von glänzendschwarzer Färbung. Sie enthalten meistens drei bis sechs Samen.
Die Samen sind bei einem Durchmesser von 3 bis 4 Millimetern kugelig, gelblich, rötlich, grau oder grünlich-braun und mehr oder weniger dunkel gefleckt.
Die Chromosomenzahl beträgt 2n = 14.

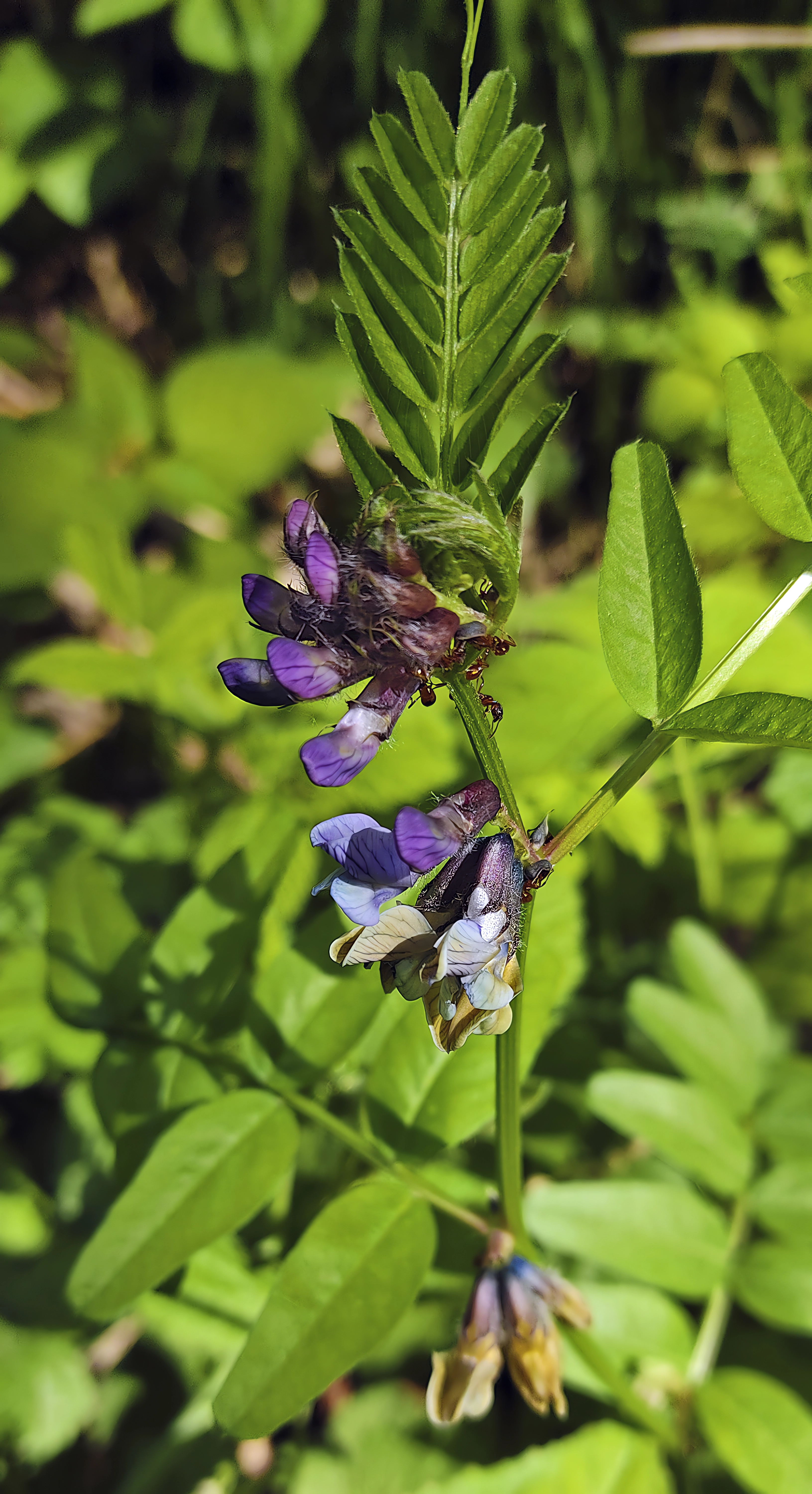
Ameisen lecken den Nektar an den Nektarien auf

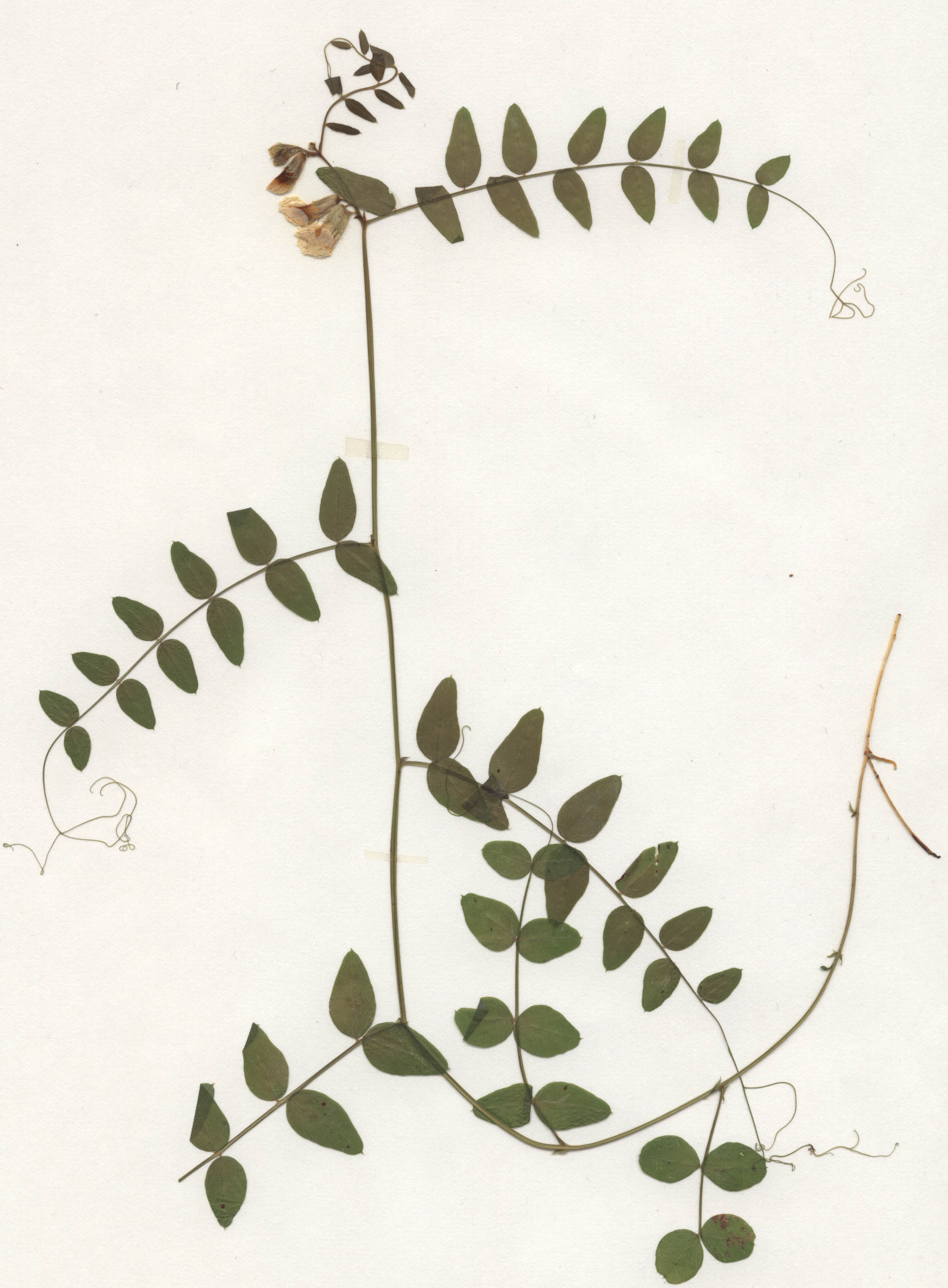
Vicia sepium f. albiflora (Herbarbeleg bitte keine Pflanzenteile aus Naturbeständen entnehmen): Eine anthozyanarme Form der Zaun-Wicke mit reinweißen Blüten

## Ökologie
Die Zaun-Wicke ist ein Hemikryptophyt mit Bodenausläufer treibender Grundachse. Diese Rankpflanze hat schwärzliche extraflorale Nektarien an der Unterseite der Nebenblätter. Nektarproduktion findet nur bei feuchtwarmem Wetter statt. Ameisen besuchen regelmäßig die Nektarien, lecken den Nektar auf und schützen als Gegenleistung ihre Wirtspflanze vor Fressfeinden.
Die Kronblätter sind so fest und dick, dass nur kräftige Hummeln die Blüten öffnen können (Kraftblume). Erdhummeln betätigen sich als Nektarräuber, sie gewinnen den Nektar durch Aufbeißen von Kelch und Krone. Anschließend können an diesen Löchern auch Honigbienen Nektar entnehmen.

## Vorkommen
Die Zaun-Wicke ist ein euro-sibirisches Florenelement und wurde in gemäßigten Gebieten eingeführt. Sie hat ursprüngliche Vorkommen von Marokko und Island bis China. In Europa kommt sie in fast allen Ländern vor und fehlt nur in Albanien und im europäischen Teil der Türkei. Sie ist in Mitteleuropa häufig.
In England wird sie den Saatmischungen für Dauerwiesen und Weiden beigefügt.
Die Zaun-Wicke wächst in nährstoffreichen Fettwiesen, in frischen, krautreichen Laubmischwäldern, vor allem in Gebüsch- und Waldsäumen, an Waldwegen und Waldverlichtungen. Sie gedeiht am besten auf basen- und möglichst stickstoffreichen Böden.
In den Allgäuer Alpen steigt die Zaun-Wicke in Vorarlberg am Gipfel der Höferspitze bis zu einer Höhenlage von 2100 Meter auf, im Kanton Wallis wurde sie auch einer Höhenlage von 2130 Metern beobachtet.
Die Zaun-Wicke gedeiht in Mitteleuropa hauptsächlich in Pflanzengesellschaften der Ordnung Arrhenatheretalia, kommt aber auch in Pflanzengesellschaften der Verbände Aegopodion, Alliarion, Trifolion medii oder der Ordnung Fagetalia vor.
Die ökologischen Zeigerwerte nach Landolt et al. 2010 sind in der Schweiz: Feuchtezahl F = 3 (mäßig feucht), Lichtzahl L = 3 (halbschattig), Reaktionszahl R = 3 (schwach sauer bis neutral), Temperaturzahl T = 3 (montan), Nährstoffzahl N = 3 (mäßig nährstoffarm bis mäßig nährstoffreich), Kontinentalitätszahl K = 3 (subozeanisch bis subkontinental).

## Taxonomie
Die Erstveröffentlichung von Vicia sepium erfolgte 1753 durch Carl von Linné in Species Plantarum, Tomus II, Seite 737.